# 世纪大桥 (巴拿马)
巴拿马的世纪大桥（西班牙語：Puente Centenario）是跨越巴拿马运河的一座公路斜拉桥。该桥的修建是为了缓解美洲大桥的交通压力，并替代它成为泛美公路的载体。大桥2004年开通后，成为第二条跨越运河的永久通道。

## 概况
世纪大桥是继美洲大桥之后第二条跨越巴拿马运河的主要公路通道，虽然在米拉弗洛瑞斯（Miraflores）和加通（Gatún）船闸建筑内部也有一些小型的服务性桥梁，但这些桥梁只能在闸门关闭时使用，且容量有限。
世纪大桥位于美洲大桥以北15（9.3英里），在距离巴拿马城22（13.7英里）的佩德罗·米格尔（Pedro Miguel）船闸和帕拉伊索附近，跨越库莱布拉水道（又称：盖拉德水道）。一段新建公路通过大桥连接了运河西岸的阿赖汉和东岸的塞罗帕塔康（Cerro Patacón），显著缓解了美洲大桥的交通拥堵。

## 历史
1962年通车的美洲大桥，曾经是巴拿马运河上唯一的公路通道，起初，该桥每天的车流量大约是9,500辆，但随着时间推移，到2004年，这座大桥的日车流量已达到35,000辆。由于美洲大桥已成为泛美公路的一个主要瓶颈，因此，巴拿马公共工程部于2000年10月进行了运河第二通道的招标。
建设替代桥梁的合同于2002年5月签订，并且雄心勃勃地定下了一份29个月建成的时间表，以使大桥能在2004年8月15日通车，纪念第一艘轮船（安肯号）通过巴拿马运河90周年。2003年11月3日，为纪念巴拿马独立100周年，大桥被命名为“世纪大桥”。
大桥由林同棪国际与路易斯·伯杰集团组成的合资公司负责设计，由德国比尔芬格·博格利用其澳大利亚子公司鲍德斯通·霍尼布鲁克的资源承建，来自波士顿的交通建筑师米格尔·罗萨莱斯为世纪大桥提供了的概念设计及初步美学设计，结构工程合同则由莱恩哈特-安德烈及合伙人公司（Leonhardt, Andrä und Partner）获得。
大桥于2004年8月15日如期落成，但直到2005年9月2日新公路完工，大桥才得以正式通车。
2010年12月，暴雨和洪水造成世纪大桥的连接道路部分坍塌，直到2011年10月才完全恢复交通。

## 设计

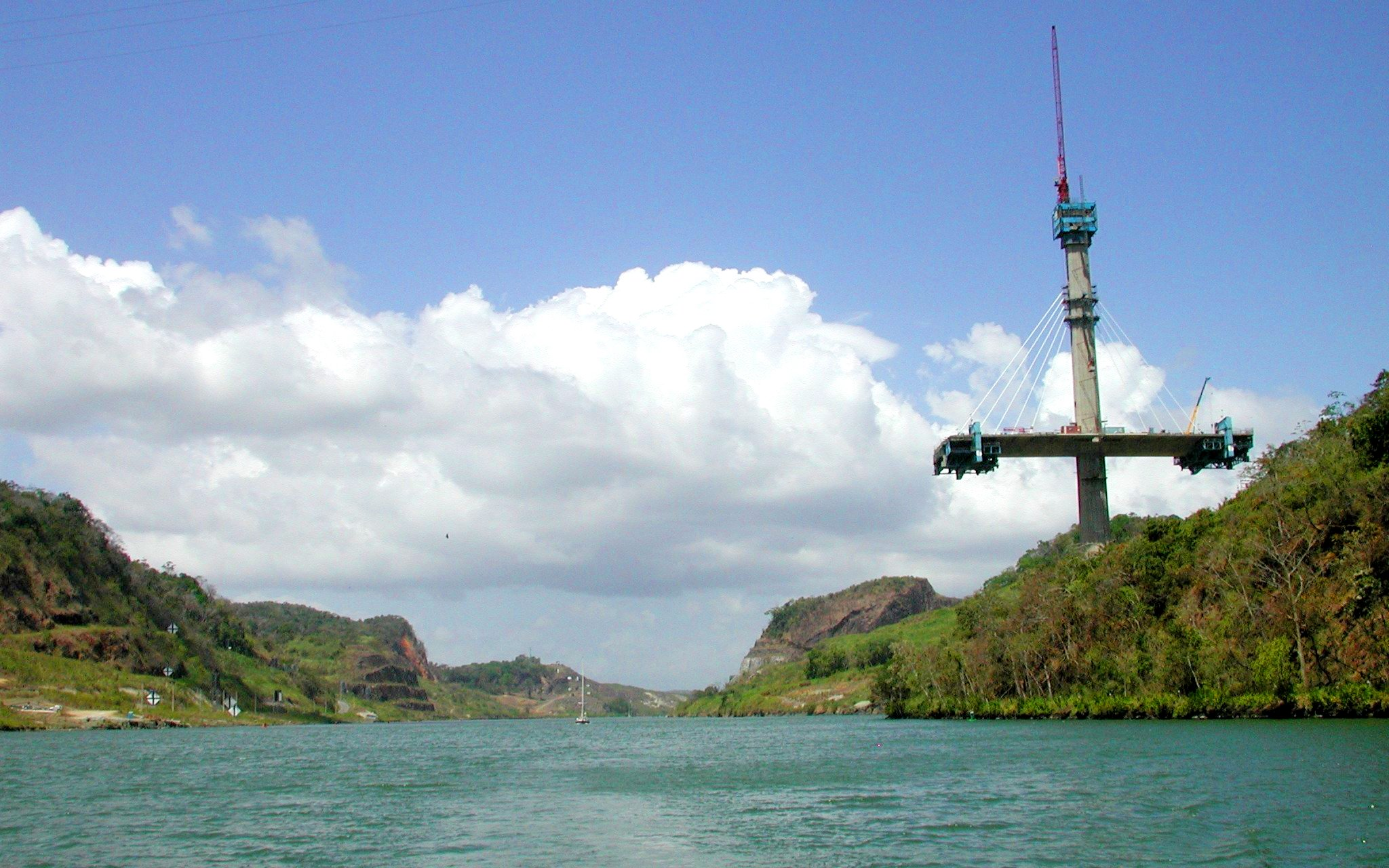
建设中的世纪大桥，桥塔高达185.5 m。

大桥全长1,052（3,451英尺），主桥设计为独柱式双塔中央单索面斜拉桥，主跨420（1,380英尺），是西半球主跨最长的中央单索面双塔斜拉桥；桥面宽34.3（113英尺），两侧边跨各200（660英尺），东侧引桥为单孔梁桥，跨距46（151英尺），西侧引桥为三孔梁桥，跨距分别为60（200英尺）、60（200英尺）、66（217英尺）。主桥、引桥均采用现浇混凝土结构。
大桥东岸桥塔、桥墩及桥台基础均采用浅基础，西岸桥塔、桥墩基础采用48根直径2（6.6英尺）、长25—35（82—115英尺）的钻孔灌注桩。两座桥塔从承台顶面至塔顶高度均为185.5（609英尺），采用钢筋混凝土空心塔，横截面为平截椭圆形，塔身中在顺桥向各设一个2×4（6.6×13.1英尺）的行人通行孔。引桥桥墩为钢筋混凝土空心墩，横截面尺寸为8.28×5（27.2×16.4英尺）。
西岸桥塔建在离岸约50米的陆地上，预留出未来拓宽巴拿马运河所需的空间。大桥主跨上部结构采用挂篮现浇混凝土、平衡悬臂法施工，引桥采用下挂式模架逐跨法施工。大桥主梁采用现浇混凝土单室箱梁，箱梁每节段高4.5（15英尺）、长6（20英尺）。大桥斜拉索共128根，其中直径最大的斜拉索由83根单股钢绞线组成，索间距6（20英尺），布置为扇形索面。
桥下净空高度为80（260英尺），可通过大型船只。桥面布置为双向六车道公路，中间设一条宽1.5（4.9英尺）的人行道。
世纪大桥的设计符合AASHTO标准对公路桥梁的规格要求，以及《AASHTO节段混凝土桥梁指导规范》。由于巴拿马地区地震活动频繁，大桥设计能够承受该地区的地震烈度，功能评定地震的峰值加速度为0.21g（500年一遇），安全评定地震的峰值加速度为0.33g（2,500年一遇）。

## 资金
世纪大桥项目由巴拿马政府出资，项目总造价约1.2亿美元。欧洲投资银行向巴拿马提供了5,000万美元的贷款，这项20年期贷款有5年的宽限期，并获得欧盟预算担保。
1999年，美国贸易发展署获得80万美元的资助，以开展两项与巴拿马运河有关的可行性研究，其中40万美元部分资助一项63.4万美元的新建桥梁可行性研究。该机构认为，美国可能出口与该项目相关的物资（如：起重机、升降机、建筑材料、钢铁、工程作业车辆、电子道路收费系统等）超过4,300万美元。

## 流行文化
世纪大桥曾在吉姆西汽车广告的镜头中出现，该广告于2006年在美国播出，讲述吉姆西从伟大工程成就中获得了灵感。

## 图集

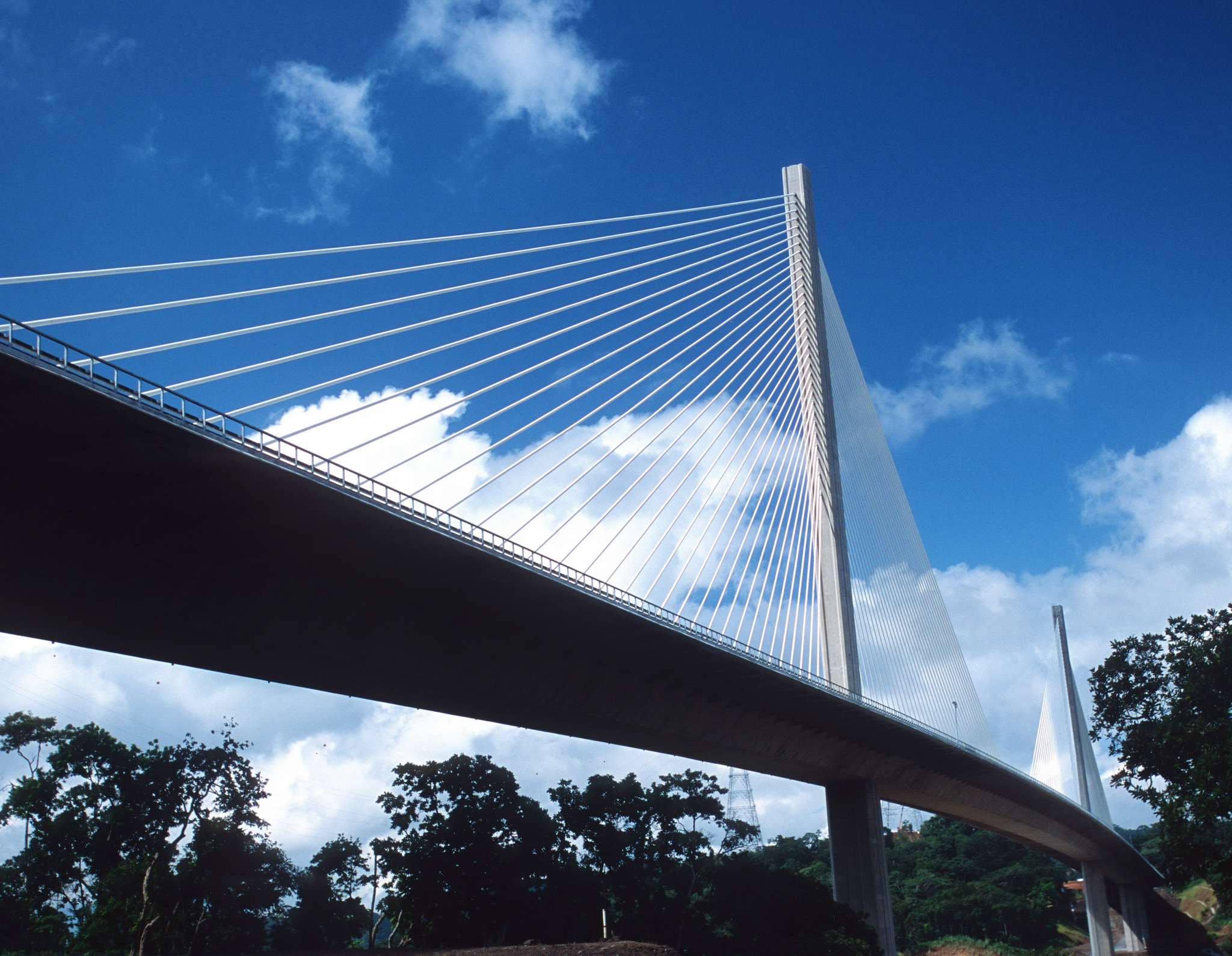